# Birnbaum (Film)
Birnbaum ist ein deutscher Kurzfilm aus dem Jahr 2007 unter der Regie von Ronald Scharf. Die Geschichte über ein junges Pärchen, das auf groteske Weise dem Alterswahn frönt, gewann unter anderem die höchsten Auszeichnungen „Prädikat besonders wertvoll“ und „Shortfilm Of The Month“ der Deutschen Film- und Medienbewertung FBW. Der Film wurde von den Filmförderungen Rheinland-Pfalz und Bremen gefördert.

## Handlung
Birnbaum erzählt eine surreal anmutende, humorvolle Geschichte von Liebe, Eifersucht, Jugend und Alter. Frieda und Bruno, ein junges Paar, leben in einer werteverdrehten Welt und frönen dem Alterswahn. Die beiden kleiden sich alt, reden altklug daher und Bruno betrügt Frieda nicht nur mit älteren Frauen. Frieda ist eifersüchtig, gibt ihre Liebe aber nicht auf. Doch Bruno plant bereits weiter und möchte den eigenen Alterstod vorverlegen.

## Kritiken
„Eine ideenreiche und unkonventionelle Mischung aus experimentellen Elementen, kunsthistorischen Anleihen, ausdrucksstarken Farben und bewussten Irritationen. […] Durchweg brillant fotografiert und komponiert. […] Wenn man bedenkt, wie viel an diesem experimentellen Kurzfilm hätte schief gehen können, wie groß die Gefahr war, dass ein falscher Ton, ein schlecht ausgewählter Darsteller oder ein zu deutliches Zeichen ihn in manierierten Kitsch verwandelt hätte, muss man den gelungen umgesetzten, radikalen Stilwillen des Filmemachers mit dem höchsten Prädikat bewerten.“

## Auszeichnungen (Auswahl)
- 2007: 2. Preis Kurzfilm, 7. GoEast – Festival des mittel- und osteuropäischen Films, Wiesbaden
- 2007: 2. Preis Experimentalfilm, Formula Mundi Filmfest, Schwäbisch Hall
- 2009: „Prädikat besonders wertvoll“, Deutsche Film- und Medienbewertung FBW
- 2009: „Shortfilm Of The Month“, Deutsche Film- und Medienbewertung FBW
- 2009: Nominierungsvorschlag für den Deutschen Kurzfilmpreis